# زمان تکرار

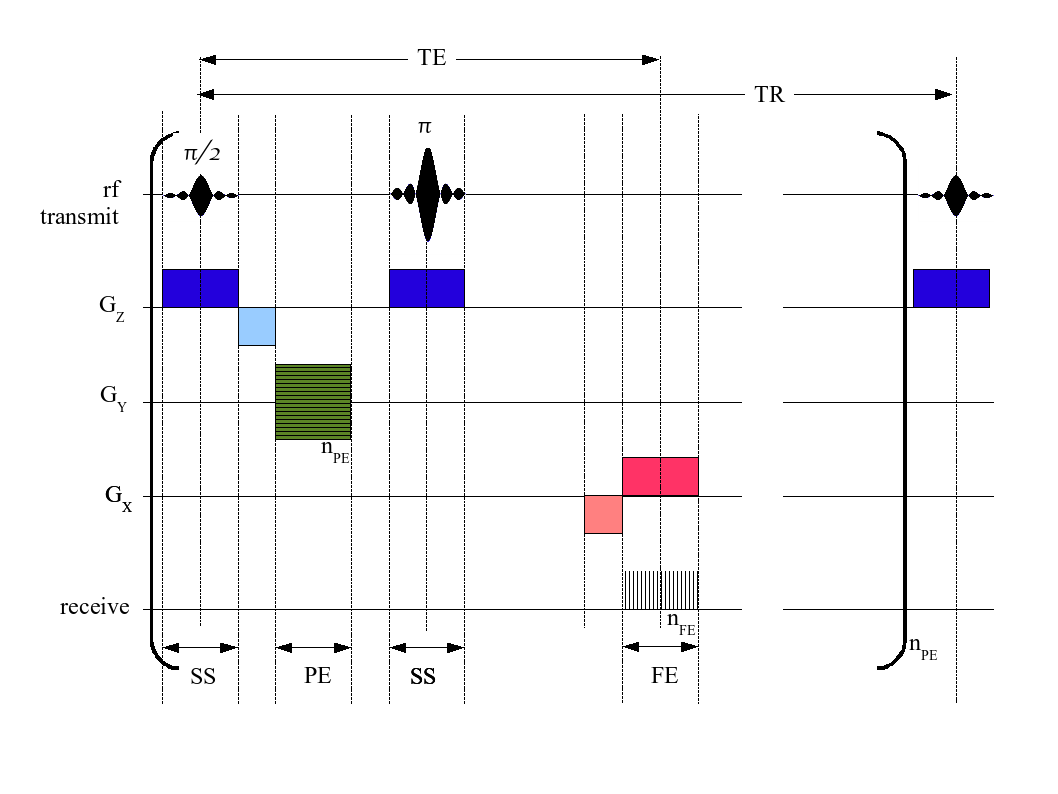
نمایش یک بازهٔ TR درون یک ردیف ضربانی

زمان تکرار (به انگلیسی: Repetition Time) که با TR نمایش می‌دهند، یک کمیت قابل کنترل در ام آر آی است، و بنابر تعریف به زمان بین هر پالس ۹۰ درجهٔ RF برانگیزنده در یک ردیف ضربانی است.

## جستارهای دیگر
- زمان اکو